# Línea 4 (Montevideo)
La línea 4 fue una línea de transporte urbano de Montevideo. Unía la Plaza Independencia o Plaza España con Punta de Rieles mediante circuito.
En sus últimos años de funcionamiento contó con muy pocas salidas, siendo suprimida definitivamente en 2022. 

## Creación

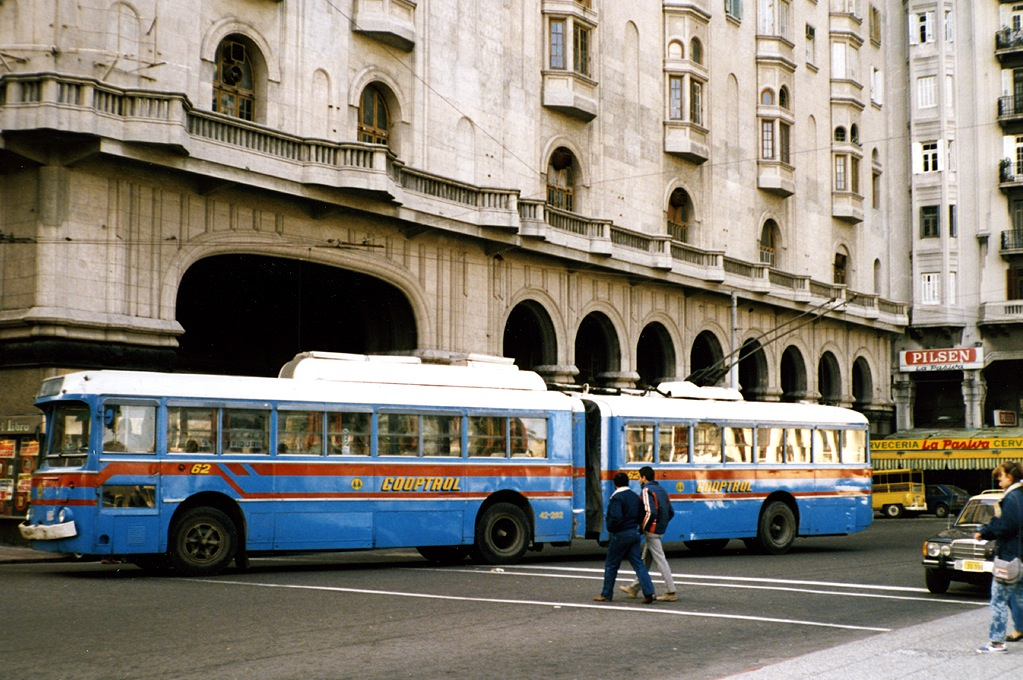
Línea 4 en la Plaza Independencia, ya bajo la operación de la Cooperativa de Trolebuses.

Fue creado en el año 1956 por la Administración Municipal de Transporte, como parte de la implantación del sistema de trolebuses de Montevideo, inicialmente tenía como destino desde la Aduana hacia la Estación de la Unión, aunque posteriormente se extendería hacia Maroñas y finalmente hasta la Estación de Punta de Rieles, estación que había sido destino del histórico Tranvía 57 de la Sociedad Comercial. La línea 4, fue la primera línea en cruzar el Túnel de 8 de Octubre. En los años setenta, el recorrido se extendió hacia la ciudad de Pando, como hacia dicha zona la Ruta 8 no estaba electrificada, el servicio se realizaba mediante trolebuses hasta Punta de Rieles, donde allí se realizaba un trasbordo y se abordaba un autobús a combustible pero de la misma línea. Este servicio se caracterizaba por tener una tarifa urbana y sumamente económica, por lo cual la línea solía ser muy utilizada por la población.  Paralelamente a este servicio, durante las horas de mayor intensidad de pasajeros, funcionaba una línea céntrica denominada 4/77 entre la Ciudad Vieja y el Obelisco, dicha línea era una fusión de la línea 4 y la 77.   En los años setenta, la línea pasa a ser operada por la Cooperativa de Trolebuses, hasta su disolución, tanto de la cooperativa como del sistema de trolebuses en si. Tras la disolución la Intendencia de Montevideo le otorga la concesión a la compañía Cutcsa. Aunque el servicio se brindaría mediante autobuses. Con el cierre de la Terminal de Punta de Rieles en los años noventa, su destino se trasladó hacia una plaza, en la intersección de las calles Escorpión y Cefeo. Entre los años 2006 y 2009 algunos de sus servicios fueron operados por ómnibus articulados, los cuales, de alguna forma hacían rememorar a los viejos trolebuses articulados.

## Recorridos
En los últimos años circulaba en ambos sentidos por los barrios: Ciudad Vieja, Centro, Cordón, Tres Cruces, La Blanqueada, La Unión, Curva de Maroñas, Flor de Maroñas, Jardines del Hipódromo, Bella Italia y Punta de Rieles.
| - Terminal Plaza Independencia - Juncal - Plaza Independencia - Avenida 18 de Julio - Avenida 8 de Octubre - Camino Maldonado - Ruta 8 - Cerdeña - Cefeo - Escorpión - Cefeo - Piscis - Terminal Punta de Rieles | - Terminal Punta de Rieles - Piscis - Pegaso - Escorpión - Cefeo - Cerdeña - Ruta 8 - Camino Maldonado - Avenida 8 de Octubre - Avenida 18 de Julio - Plaza Independencia - Juncal - Terminal Plaza Independencia |

En su antiguo recorrido hacia Pando, partía desde la Estación de Punta de Rieles, por Camino Maldonado y Ruta 8 hasta llegar a dicha ciudad, precisamente hacia el Parque Artigas. Si bien el servicio se encuentra inactivo desde hace varios años, la compañía operadora cuenta con el permiso del mismo. 

## Paradas
IDA
- Convención
- Paraguay
- Yaguarón
- J. Barrios Amorín
- Magallanes
- Eduardo Acevedo
- Martín C Martínez
- Alejandro Beisso
- Pte Berro
- Av Dr Manuel Albo
- Joaquín Secco Illa
- Jaime Cibils
- Hosp Militar
- Centenario / L.A.Herrera
- J. Batlle y Ordóñez
- Ma. Stagnero de Munar
- Comercio
- Pte Ing José Serrato
- Larravide
- Gral Félix Laborde
- Pan de Azúcar
- Gral. Villagrán
- Ramón Castríz
- Vera
- Habana
- Marcos Sastre
- Pirineos (Intercambiador Belloni)
- Oyarvide
- Eduardo Depauli
- Rubén Darío
- Cochabamba
- Celiar
- Peteroa
- Jiménez de Aréchaga
- Luis Braille
- Venecia
- Turín
- Susana Pintos
- Génova
- Florencia
- Cno. Chacarita de los Padres
- Rosario
- Ovidio Fernández Ríos
- Marbella
- Estepona
- Punta de Rieles
- Cerdeña
- Escorpión

VUELTA
- Escorpión
- Punta de Rieles
- Estepona
- Marbella
- Ovidio Fernández Ríos
- Rosario
- Cno. Chacarita de los Padres
- Florencia
- Génova
- Carlomagno
- Turín
- Venecia
- Rafael
- Líbia
- Av Dr Carlos Nery
- Osvaldo Cruz
- Cochabamba
- Rubén Darío
- Eduardo Depauli
- Oyarvide
- Ródano
- Intercambiador Belloni
- Gerónimo Piccioli
- Smidel
- Güemes
- Belén
- 20 de Febrero
- Gral. Villagrán
- Pascual Paladino
- Dr Silvestre Pérez
- Larravide
- Pte Ing José Serrato
- Comercio
- Ma. Stagnero de Munar
- J. Batlle y Ordóñez
- Agustín Abreu
- Centenario / L.A.Herrera
- Hosp. Militar
- Jaime Cibils
- Cdte. Braga
- Av. Gral Garibaldi
- Pte. Berro
- Alejandro Beisso
- Martín C Martínez
- Eduardo Acevedo
- Magallanes
- Dr Javier Barrios Amorín
- Yí
- Río Negro
- Andes
- Juncal

## Frecuencia y supresión
La frecuencia de la línea 4 en los últimos años pasó a ser muy escasa, debido a que Cutcsa también tiene a su cargo la operación de la línea 103 que cubre prácticamente el mismo recorrido (18 de Julio - 8 de Octubre - Camino Maldonado). La línea 4 en los días hábiles tenía un máximo de 2 salidas hacia Punta de Rieles y 1 salida hacia Plaza Independencia. 
Los fines de semana realizaba un máximo de 4 salidas hacia Punta de Rieles, con una frecuencia de 5 a 10 minutos y una única salida hacia Plaza Independencia.
En el año 2020, por motivo de la pandemia y la inminente crisis en el transporte, muchas  líneas de la capital debieron reducir sus frecuencias. La línea 4 no fue la excepción, y al tener tan pocas salidas, definitivamente fue suprimida. Entre los años 2021 y 2022 se realizaron varias reestructuras en el transporte a modo de retornar varias líneas al servicio, por lo cual esta línea volvió a prestar servicios  mediante prueba, pero finalmente desaparecieron, sin éxito.